# Langwied (Moorenweis)
Langwied ist ein Ortsteil der Gemeinde Moorenweis im oberbayerischen Landkreis Fürstenfeldbruck. Das Kirchdorf liegt circa drei Kilometer nördlich von Moorenweis.

## Geschichte
Um 1470 wurde in der Landtafel ein Hans Schondorfer in Langwied angeführt. Im Jahr 1506 wird die Hofmark Langwied in Urkunden erwähnt.    

## Baudenkmäler
Siehe auch: Liste der Baudenkmäler in Langwied
- Katholische Filialkirche St. Peter und Paul
- Langwieder Mühle

## Bodendenkmäler
Siehe: Liste der Bodendenkmäler in Moorenweis